# Lubricogobius tre
Lubricogobius tre és una espècie de peix de la família dels gòbids i de l'ordre dels perciformes.